# 出血性炎症
出血性炎症（しゅっけつせいえんしょう）とは、炎症巣の滲出性炎症のことであり、著しい出血がみられる。
多量の赤血球細胞を含んでいる炎症細胞なので、血管壁は傷害を受けている。
小児のインフルエンザ肺炎、劇症型肝炎、日本脳炎、肺出血で見られる。